# Anthem house
Anthem house, arena house, stadium house – współczesna muzyka taneczna (dance) powstała w latach 90. XX wieku, wywodząca się z muzyki house będąca stylem pokrewnym do stylu anthem trance. Charakteryzuje się brzmieniem o charakterze hymnu, odgłosami dopingu kibiców na stadionie sportowym i chwytliwą melodią. Prekursorem gatunku jest zespół muzyczny The KLF. Wybranie przedstawiciele gatunku to: Faithleess, Sash, 2 Unlimited.